# کوآکوس د یوسته
کوآکوس د یوسته (به اسپانیایی: Cuacos de Yuste) یک منطقهٔ مسکونی در اسپانیا است که در استان کاسرس واقع شده‌است. کاکاس ۵۲٫۶۳ کیلومتر مربع مساحت دارد ۵۱۹ متر بالاتر از سطح دریا واقع شده‌است.